# Reprezentacja Stanów Zjednoczonych w piłce wodnej mężczyzn
Reprezentacja Stanów Zjednoczonych w piłce wodnej mężczyzn – zespół, biorący udział w imieniu Stanów Zjednoczonych w meczach i sportowych imprezach międzynarodowych w piłce wodnej, powoływany przez selekcjonera, w którym mogą występować wyłącznie zawodnicy posiadający obywatelstwo USA. Za jej funkcjonowanie odpowiedzialny jest Związek Piłki Wodnej Stanów Zjednoczonych (USWP), który jest członkiem Międzynarodowej Federacji Pływackiej.

## Historia
W 1904 reprezentacja Stanów Zjednoczonych rozegrała swój pierwszy oficjalny mecz na igrzyskach olimpijskich.

## Udział w turniejach międzynarodowych

### Igrzyska olimpijskie
Reprezentacja Stanów Zjednoczonych 22-krotnie występowała na Igrzyskach Olimpijskich. Najwyższe osiągnięcie to złote medale w 1904 roku.

### Mistrzostwa świata
Dotychczas reprezentacji Stanów Zjednoczonych 17 razy udało się awansować do finałów MŚ. Najwyższe osiągnięcie to 4. miejsce w 1986, 1991 i 2009.

### Puchar świata
Stany Zjednoczone 15 razy uczestniczyła w finałach Pucharu świata. W 1991 i 1997 zdobyła trofeum.

### Igrzyska panamerykańskie
Amerykańskiej drużynie 16 razy udało się zakwalifikować na Igrzyska panamerykańskie. W 1959, 1967, 1971, 1979, 1983, 1987, 1995, 1999, 2003, 2007, 2011 i 2015 zdobyła złote medale.